# Cedrelopsis grevei

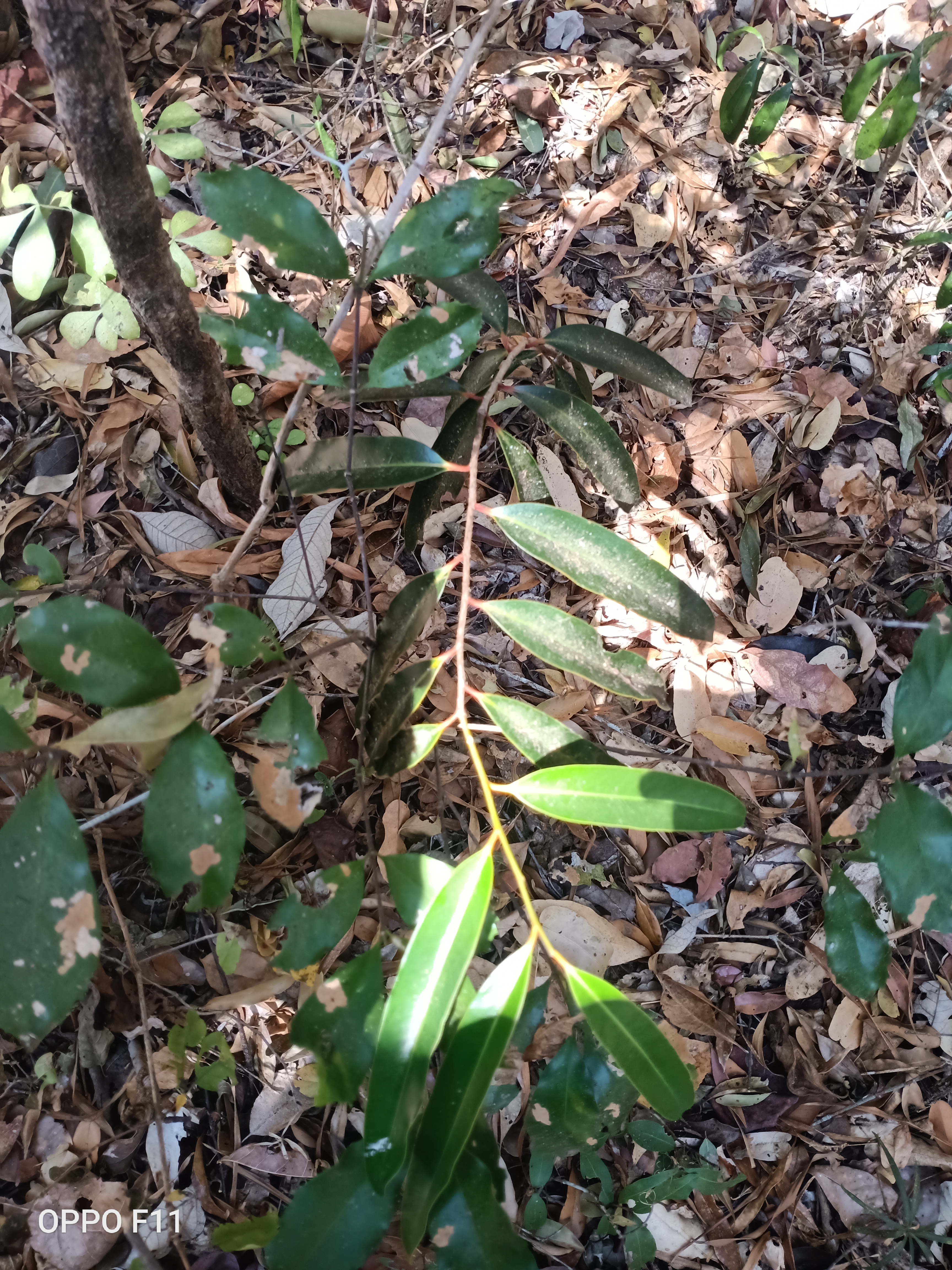
Blätter

Cedrelopsis grevei ist eine Pflanzenart aus der Gattung Cedrelopsis innerhalb der Familie der Rautengewächse (Rutaceae). Sie kommt im westlichen bis südlichen Madagaskar vor. Sie wird vielseitig genutzt.

## Beschreibung

### Vegetative Merkmale
Cedrelopsis grevei wächst als laubabwerfender, mittelgroßer Baum, der Wuchshöhen von bis zu 28 Metern erreicht. Der gerade Stamm ist bis zu einer Höhe von 9 Metern astfrei und der Stammdurchmesser beträgt meist bis zu 0,6, selten bis zu 1,2 Meter. Die raue Borke ist hell-gelblich bis gelblich. Die Rinde der Zweige ist anfangs kurz behaart.
Die wechselständig an den Zweigen angeordneten Laubblätter sind in Blattstiel und -spreite gegliedert und insgesamt 12 bis 20 Zentimeter lang. Der Blattstiel ist 3 bis 4,5 Zentimeter lang. Die Blattspreite ist paarig gefiedert mit bis zu zehn Fiederblättchen. An der Blattrachis stehen die 1,5 bis 5 Zentimeter lang gestielten Blättchen wechsel- oder gegenständig. Die Spreiten der Blättchen sind bei einer Länge von 3 bis 5, selten bis zu 8 Zentimetern sowie einer Breite von 1 bis 1,5, selten bis zu 3 Zentimetern elliptisch-länglich mit etwas asymmetrischer, keilförmiger Basis und leicht gekerbtem oberen Ende. Die Ränder der Blättchen sind leicht gewellt. Sie sind dicht drüsig punktiert und behaart. Es liegt Fiedernervatur mit 12 bis 18 Paaren von Seitennerven vor. Nebenblätter fehlen.

### Generative Merkmale
Bei Cedrelopsis grevei liegt Subdiözie vor. Die seitenständigen rispigen Blütenstände sind kurz behaart. Der Blütenstiel ist 1 bis 3 Millimeter lang.
Die funktional eingeschlechtigen oder zwittrigen Blüten sind radiärsymmetrisch und fünfzählig mit doppelter Blütenhülle. Die Blüten duften. Die fünf Kelchblätter sind nur an ihrer Basis verwachsen. Die fünf relativ dicken und dicht kurz behaarten Kelchlappen sind bei einer Länge von 4 bis 5 Millimetern dreieckig. Die fünf freien, rosafarbenen bis gelblichen Kronblätter sind bei einer Länge von 8 bis 10 Millimetern elliptisch-länglich mit bespitztem oder nach innen gedrehtem oberen Ende; sie sind außen kurz behaart. Die männlichen Blüten besitzen fünf freie Staubblätter, die kürzer als die Kronblätter sind. Der Diskus der männlichen Blüten ist bei einer Länge von etwa 1 Millimeter polsterartig gelappt und es ist ein rudimentärer Fruchtknoten vorhanden. Bei den weiblichen Blüten sind fünf rudimentäre Staubblätter vorhanden und ihr Diskus ist relativ klein. Der spärlich behaarte, oberständige, fünfkammerige Fruchtknoten ist bei einer Länge von 3 bis 4 Millimetern eiförmig und leicht fünflappig. Der mit einer Länge von etwa 1 Millimeter relativ kurze, relativ dicke Griffel endet in einer fünflappigen Narbe. Die zwittrigen sind biologisch nicht funktional mit etwas reduzierten Staubblättern und Fruchtknoten.
Die bis zu 3 Zentimeter lange Kapselfrucht ist kurz behaart bis kahl. Die bei Reife bräunliche bis schwarze Frucht öffnet sich mit fünf Fruchtklappen und enthält bis zu zwölf Samen. Der bei einer Länge von bis zu 2 Zentimetern ellipsoide Samen ist seitlich abgeflacht und besitzt am unteren Ende einen dünnen Flügel.

### Phänologie
In Madagaskar reicht die Blütezeit von September bis Dezember und die Früchte reifen von Oktober bis Dezember.

## Vorkommen und Gefährdung
Cedrelopsis grevei kommt in Madagaskar nur in den Provinzen Antsiranana, Fianarantsoa, Mahajanga und Toliara vor. Sie gedeiht sowohl in trockenen, halbtrockenen als auch subtropischen (subhumiden) Bioklimaten in Höhenlagen von 0 bis 900, selten bis zu 1000 Metern. Cedrelopsis grevei gedeiht im Dickicht und in Wäldern auf Böden, die über sehr unterschiedlichen Gesteinstypen (von Silikatgestein bis Kalkgestein) und Sedimentationsgebieten (Anschwemmungen bis Lehm) entstanden.
Cedrelopsis grevei zählt seit 2009 zu den gefährdeten Arten (VU für „Vulnerable“ = „gefährdet“). Sie wird in der Roten Liste bedrohter Arten der IUCN seit 2015 als (LC) „Least Concern“ = „nicht gefährdet“ aufgeführt. Obwohl Cedrelopsis grevei lokal aus Wildbeständen gefällt werden und Habitate zerstört werden, wurde 2015 diese Art auf Grund ihrer noch relativ weiten Verbreitung als „nicht gefährdet“ bewertet. Es sind etwa 90 Fundorte bekannt. Cedrelopsis grevei gedeiht in einigen geschützten Gebieten: Andohahela, Ankarafantsika, Beza Mahafaly, Cap Sainte Marie, Kirindy-Mitea, Tsimanampetsotsa, Zombitsy-Vohibasia, Ankarana, Mikea, Ranobe und La Table/St Augustin. Die Bestände nehmen fortlaufend ab.

## Taxonomie
Die Erstbeschreibung von Cedrelopsis grevei erfolgte 1893 durch Henri Ernest Baillon in Histoire Physique, Naturelle et Politique de Madagascar, 34, 4, Atlas 2, Tafel 257. Cedrelopsis grevei Baill. ist die Typusart der Gattung Cedrelopsis. Das Homonym Cedrelopsis grevei Baill. & Courchet wurde 1906 in Annales de l'Institut Botanico-Géologique Colonial de Marseille II, 4, Seite 56 veröffentlicht. Ein Synonym für Cedrelopsis grevei Baill. ist Katafa crassisepalum Costantin & Poiss.

## Verwendung
Cedrelopsis grevei ist die wichtigste Baumart in Madagaskar, die als Heilpflanze verwendet wird. Die Borke wird zur Gewinnung ätherischer Öle genutzt. Das Extrakt aus der Borke findet in der traditionellen Medizin zur Erleichterung von Husten, Asthma, Tuberkulose, Lungenentzündung, Diabetes, Durchfall, Unterleibsschmerz, Rheumatismus, Würmern im Darm, Kopfschmerzen, Müdigkeit und nach der Geburt Verwendung. Das ätherische Öl wird auch zur Behandlung genereller Körperschmerzen, Knochenbrüchen, Muskelschmerzen, Arthritis sowie Rheumatismus und Rückenschmerzen angewandt. Bei den gleichen Beschwerden werden auch Bademischungen mit dem essentiellen Öl durchgeführt. Es wird gegen Wund und Hautinfektionen verwendet. Manchmal wird eine Wurzelrinden-Absud zur Behandlung von Durchfall oder Asthma verwendet. Blätter als Badezusätze dienen zur Behandlung von Schwäche der Blutgefäße, Kopfschmerzen und Halsentzündungen. Die Samen werden gekaut als Entwurmungsmittel und um Leibschmerzen zu behandeln.
Die bittere sowie aromatische Borke wird zum aromatisieren lokalen Rum verwendet und ist ein Ingredient  bitterer, nicht-alkoholischer Getränke.
Das Kernholz ist hellgelb bis hellbraun und etwas marmoriert sowie etwas dunkler als das 25 Millimeter breite Band des weißlichen Splintholzes. Das Holz duftet und enthält Harzzellen. Das Holz ist sehr schwer, sehr hart und flexibel. Das Holz ist widerstandsfähig gegen Insekten und Pilze. Das Holz wird vielseitig genutzt, beispielsweise als Bauholz, beim Innenausbau, bei Schnitzarbeiten, Werkzeuggriffen, Parkettböden, Schiffs- sowie Bootsbau, Furniergewinnung, Herstellung von Sperrholz, Bahnschwellen. Aus dem Holz wird Treibstoff und Holzkohle hergestellt.

## Trivialnamen
Trivialnamen in anderen Sprachen sind:
- Englische Sprache: White palissander[5]
- Französische Sprache: Katrafay, Kathrafay, Acajou blanc de Madagascar[5]